# Robert Garnier
Robert Garnier (1544 - 1590) a fost un scriitor francez.
Dramele sale, cu subiecte antice, caracetrizate prin intensitatea trăirilor sufletești, simțul tragic și patosul eroic, a fost precursoare ale celor ale lui Corneille.

## Opera
- 1567: Imn pentru monarhie ("Hymne de la monarchie")
- 1579: Războiul Troiei ("La Troade")
- 1580: Antigona ("Antigone")
- 1583: Evreicele ("Les juives")

## Vezi și
- Listă de dramaturgi francezi
- Listă de piese de teatru franceze

1. ↑  Autoritatea BnF, accesat în 28 martie 2023
2. 1 2 3  Brockhaus Enzyklopädie, accesat în 28 martie 2023
3. ↑  Autoritatea BnF, accesat în 10 octombrie 2015
4. ↑  CONOR.SI[*] Verificați valoarea |titlelink= (ajutor)